# Martin Wallström
Carl Martin Gunnar Wallström Milkéwitz, född 7 juli 1983 i Ljungs församling, är en svensk skådespelare.
Wallström är utbildad vid Högskolan för scen och musik vid Göteborgs universitet 2004–2008. 
Wallström nådde en internationell publik 2015 genom sin roll som Tyrell Wellick i den amerikanska tv-serien Mr. Robot.

## Filmografi
- 1998 – Hela härligheten
- 2000 – Före stormen
- 2002 – Olivia Twist (TV-serie)
- 2002 – Familjen (TV-serie)
- 2003 – En ö i havet (TV-serie)
- 2003 – Hannah med H
- 2004 – Lokalreportern (TV-serie)
- 2004 – Danslärarens återkomst (TV-serie)
- 2004 – Maria Wern – Drömmar ur snö
- 2005 – Wallander – Mörkret – Jens
- 2007 – Upp till kamp
- 2008 – Selma (TV-serie)
- 2008 – Arn – Riket vid vägens slut – Magnus Månsköld
- 2008 – Eldsdansen – Frej Eriksson
- 2009 – Johan Falk – Gruppen för särskilda insatser – Martin Borhulth
- 2009 – Johan Falk – Vapenbröder – Martin Borhulth
- 2009 – Wallander – Dödsängeln
- 2009 – Stenhuggaren – Anders Andersson
- 2009 – Oskyldigt dömd – Andreas (Säsong 2 program 11)
- 2009 – Kommissarien och havet – Den mörka ängeln (TV-serie)
- 2010 – Pax
- 2010 – I rymden finns inga känslor – Sam
- 2010 – Drottningoffret – Johnny
- 2010 – Till det som är vackert – Mattias
- 2011 – Gränsen – Sven Stenström
- 2013 – Morden i Sandhamn (TV) – Magnus
- 2013 – Ego – Sebastian
- 2013 – Snabba Cash – Livet deluxe – Martin Hägerström
- 2014 – Stockholm Stories
- 2014 – Remake
- 2014 – Arvingerne (TV-serie)
- 2015 – Mr. Robot (TV-serie)
- 2020 – Den sista sommaren (TV-serie)
- 2020 – Beck – Undercover
- 2020 – Beck – Utom rimligt tvivel
- 2021 – Beck – Döden i Samarra
- 2021 – Beck – Den förlorade sonen
- 2021 – Beck – Ett nytt liv
- 2022 – Beck – Rage Room
- 2022 – Beck – 58 minuter
- 2022 – Beck – Den gråtande polisen
- 2022 – Headhunters (TV-serie)
- 2022 – Hilma
- 2022 – Beck – Dödsfällan
- 2023 – Beck – Quid Pro Quo
- 2023 – Beck – Inferno
- 2023 – Beck – Dödläge
- 2024 – Stöld
- 2024 – Beck – Vilhelm
- 2025 – Beck – Den osynlige mannen
- 2025 – Beck – Ur askan

## Teater

### Roller
| År   | Roll  | Produktion                                               | Regi               | Teater                |
| ---- | ----- | -------------------------------------------------------- | ------------------ | --------------------- |
| 2007 |       | Bröllopsbesvär Stig Larsson efter Stig Dagerman          | Johan Wahlström    | Göteborgs stadsteater |
| 2008 | Erik  | Wiraspelen                                               |                    |                       |
| 2024 | Peter | En runda till (Druk) Thomas Vinterberg och Claus Flygare | Lisa James Larsson | Scalateatern          |